# Caballo atacado por un león
Caballo atacado por un león, es el nombre de diecisiete pinturas del pintor inglés George Stubbs, quien exploró este tema durante treinta años; cuya versión más antigua está fechada en 1762. Todas estas pinturas representan la agresión a un caballo por parte de un león, que salta sobre su espalda plantando sus garras, destacando el terror y el dolor del equino. Probablemente inspiradas en una escultura en mármol italiana, continúa con una tradición de pinturas de leones y tigres iniciada por Pedro Pablo Rubens. Estas pinturas fueron copiadas, entre otros por Théodore Géricault.

## Realización
Según la tradición George Stubbs conoció a un marroquí culto, que lo invitó a visitar el castillo de su padre en Ceuta. Durante un paseo nocturno a lo largo de las paredes de este castillo, Stubbs al parecer vio un león matando a un caballo salvaje. La escena habría inspirado sus pinturas y grabados más dramáticos. Ninguna fuente confiable corrobora esta historia, que parece ser una leyenda que rodea al pintor. Lo más probable es que la fuente de inspiración de Stubbs es una escultura en mármol antiguo de tamaño natural; ahora desaparecida, considerada un objeto esencial de visita en la parte romana del Grand Tour, mencionada en las guías turísticas publicados en inglés en ese momento. Esta estatua era bien conocida en Londres. La obsesión de Stubbs con la escena del ataque de un león al caballo es un recuerdo probable de su viaje a Italia, cuando vio a este grupo de mármol en Roma.

## Descripción
Las diecisiete versiones tienen puntos en común, a pesar de las ligeras diferencias entre ellas. Representan un león agresivo encaramado en un caballo, clavando sus garras en la piel de la espalda. El león tiene una expresión ambigua, debido a sus ojos opuestos al espectador. La vegetación circundante es típica de un paisaje europeo. La versión de 1765 atribuye emociones humanas a los animales, representando a un caballo blanco muriendo con la boca abierta, los dientes descubiertos, la cabeza volteada hacia su atacante, con una posición corporal que denota terror y sorpresa. El esfuerzo muscular proporcionado por el león para mantener su posición se enfatiza.

## Análisis
Según Diana Donald, estas pinturas de Stubbs muestran cuatro etapas del ataque del león, y se hicieron con el objetivo de representar la ferocidad de la naturaleza. También es una forma de encarnar las cualidades humanas a través de representaciones heroicas de animales salvajes. Las pinturas de Stubbs combinan un estilo clásico y una explosión de violencia, en un registro monumental entonces totalmente nuevo.